# Räuberhände
Räuberhände è un film del 2021 diretto da Ilker Çatak e tratto dall'omonimo romanzo di Finn-Ole Heinrich.

## Trama
Janik e Samuel sono due migliori amici che stanno finendo la scuola. I due ragazzi provengono da famiglie molto diverse: i genitori di Janik sono dei genitori modello liberali, mentre la famiglia di Samuel è praticamente in frantumi con una madre alcolizzata ed un padre ignoto che forse era turco.
Dopo essersi diplomati al liceo, i due decidono di fare un viaggio ad Istanbul, dove dovrebbe vivere il padre di Samuel. Tuttavia, il viaggio non va come previsto e diventa un calvario per l'amicizia dei due ragazzi.

## Produzione
Räuberhände è basato sul romanzo omonimo di Finn-Ole Heinrich, che lo ha anche adattato per il film insieme a Gabriele Simon.
Il regista ha modificato la struttura narrativa annidata del romanzo a favore di una struttura lineare che favorisce la velocità e l'azione.
Le riprese si sono svolte nell'estate del 2019 a Karlsruhe e nella zona circostante, nonché ad Istanbul.

## Distribuzione
La prima mondiale del film è avvenuta nell'aprile 2021 al Lichter Filmfest online, ma qui il film è stato presentato solo ai giurati. Venne presentato per la prima volta al pubblico nel giugno 2021 al Kindermedienfestival Goldener Spatz. Il 2 settembre 2021, il film è uscito nelle sale cinematografiche tedesche. Nel settembre 2021 sarà anche proiettato al Prague International Film Festival.
In Germania, la FSK ha vietato il film ai minori di 16 anni. Le ragioni addotte sono state una scena di sesso esplicita e scene riguardanti il consumo regolare di droghe leggere.